# Christine Loudes
Christine Marie-Hélène Loudes (Straatsburg, 1972 - België 28 december 2016) was een mensenrechtenadvocaat die werkte aan sociale verandering, gerechtigheid en gelijkheid. Ze was een bekende mensenrechtenactiviste die het grootste gedeelte van haar academische en professionele leven campagne voerde voor gendergelijkheid en vrouwenrechten. Ze werd onderscheiden voor haar werk om vrouwelijke genitale verminking te beëindigen. Ook was ze het hoofd van het End FGM European Network. Gedurende haar carrière werkte Loudes samen met de International Lesbian, Gay, Trans en Intersex Association (ILGA), het European Institute for Gender Equality en de Northern Ireland Human Rights Commission.

## Opleiding
Ze behaalde haar master (LLM) in mensenrechtenwetgeving aan de Universiteit van Nottingham en een master in politicologie en rechten aan de Université Robert Schuman. In 2003 behaalde ze haar PhD in vrouwenrechten en politiek aan Queen's University in Belfast.

## Carrière
Loudes begon haar carrière als lector Europees recht en Frans burgerlijk recht aan Queen's University in Belfast. Later ging ze bij de Northern Ireland Human Rights Commission als onderzoeksfunctionaris.
Tussen 2004 en 2008 was ze directeur beleid van de European Region of International Lesbian, Gay, Trans and Intersex Association (ILGA-Europe), waar ze campagne voerde voor de rechten van LGBTI mensen in de Raad van Europa, de Organisatie voor Veiligheid en Samenwerking in Europa, de Europese Unie en de Verenigde Naties.
In januari 2009 sloot ze zich aan bij het Europese Amnesty International kantoor in Brussel als Europese campagnedirecteur van de 'End FGM' campagne. Ze voerde actie om een einde te maken aan vrouwelijke genitale verminking. In december 2014 ontving ze Amnesty International's Gender Defender Award.
In 2015 werd ze hoge officier op het gebied van gendergerelateerd geweld, een positie die ze tot haar dood op 28 december 2016 bekleedde.